# Mehdi Baltam
Mehdi Baltam, né le 18 juin 1990 à Casablanca, est un footballeur marocain évoluant au poste de défenseur.